# 希拉里·曼特尔
希拉里·玛丽·曼特尔女爵士，DBE（英語：Dame Hilary Mary Mantel，1952年7月6日—2022年9月22日），婚前姓汤普森，英国小说家、散文家和评论家。她的作品，包括个人回忆录和历史小说在內，曾参与多个重要文学奖项的竞逐。

## 生平
在2009年，她以小说《狼厅》获得布克奖。2012年她又以《提堂》，托马斯·克伦威尔三部曲的第二部，获得布克奖。她是继库切、彼得·凯里和雅各·法瑞爾之后第四位两度获该奖的作家，且是其中唯一的英國本土作家。
曼特爾於2022年9月22日在埃克塞特逝世，享壽70歲。